# Pearl S. Buck
Pearl Sydenstricker Buck (ur. 26 czerwca 1892 w Hillsboro w Wirginii Zachodniej, zm. 6 marca 1973 w Danby w stanie Vermont) – powieściopisarka i nowelistka amerykańska, laureatka Nagrody Nobla w dziedzinie literatury w 1938 roku i Nagrody Pulitzera. Znana również pod swoim chińskim nazwiskiem Sài Zhēnzhū (chiń. 赛珍珠), w twórczości dla dzieci używała pseudonimu John Sedges.

## Życiorys

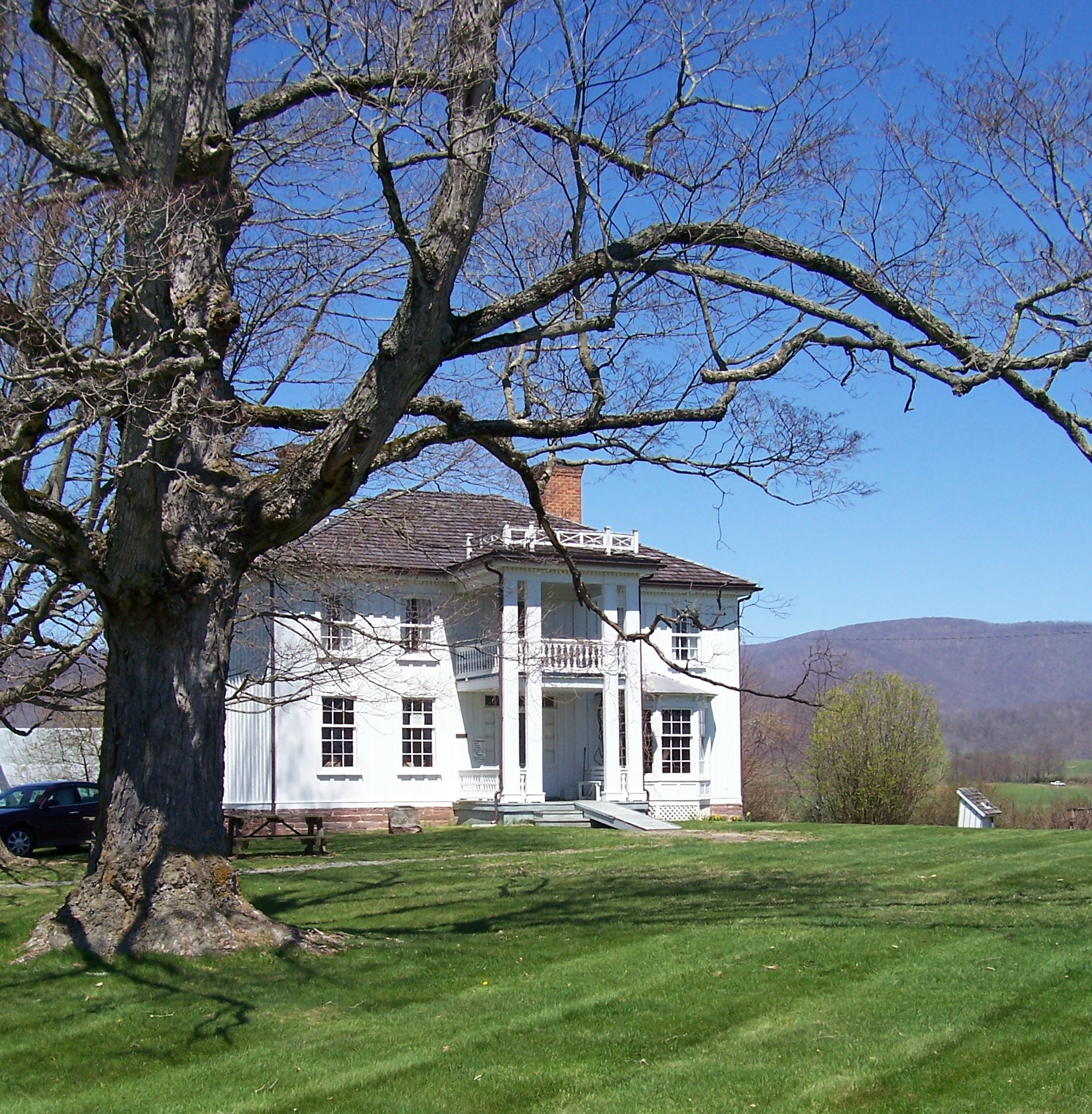
Dom, w którym urodziła się Pearl S. Buck, Hillsboro, Wirginia Zachodnia

Jej rodzice, misjonarze prezbiteriańscy, wyjechali do Chin w 1892 roku, kiedy Pearl miała 3 miesiące. Wychowała się w Zhenjiang, mieście portowym w prowincji Jiangsu. Mając 4 lata mówiła i pisała zarówno po chińsku, jak i po angielsku. Spędziła tam pierwsze 18 lat swego życia, po czym przyjechała do Stanów Zjednoczonych, by studiować w Randolph-Macon Women’s College w Lynchburgu (Wirginia).
W 1914 roku wróciła do Chin i mieszkała tam do 1934 roku, najpierw w Huai’anie, następnie przeprowadziła się do Jingjiangu. W 1917 roku wyszła za mąż za Johna Lossinga Bucka. W 1935 roku rozwiodła się i wyszła ponownie za mąż, za wydawcę swoich książek – Richarda Walsha, z którym przeniosła się do Green Hill Farm w hrabstwie Bucks, w Pensylwanii. Przez 20 lat (od początku lat 40.) była powiernikiem Uniwersytetu Hawarda.
Miała ośmioro dzieci, w tym siedmioro adoptowanych, pochodzenia azjatyckiego. Pearl S. Buck zmarła na raka płuc 6 marca 1973 w Danby w stanie Vermont.

## Zaangażowanie społeczne
Pearl S. Buck była zaangażowana w pomoc ofiarom powodzi w Chinach w 1931 roku, a opisane przez w formie opowiadań losy uchodźców, były potem podstawą słuchowiska nadawanego w amerykańskim radiu i zostały potem wydane w zbiorze The First Wife and Other Stories (1933).
Działała w obronie praw człowieka, skupiała się przede wszystkim na adopcji sierot azjatyckich. W 1949 roku, oburzona ówczesnym systemem adopcji dzieci, który uznawał dzieci pochodzące z Azji i o mieszanym pochodzeniu etnicznym za nienadające się do adopcji, Buck, razem z Jamesem A. Michenerem, Oscarem Hammersteinem II i jego drugą żoną Dorothy Hammerstein, ufundowała Welcome House, Inc., pierwszą międzynarodową, międzyrasową agencję adopcyjną. Przez ponad pięć dekad działalności, Welcome House znalazło nowe rodziny dla ponad pięciu tysięcy dzieci. W 1964 roku, by wesprzeć dzieci nienadające się do adopcji, Buck założyła Fundację Pearl S. Buck Foundation, która miała na celu „zmierzenie się z biedą i dyskryminacją, które dotykają dzieci w krajach azjatyckich”. W 1964 roku otworzyła Centrum Szans i Sierociniec (ang. Opportunity Center and Orphanage) w Korei Południowej, którego oddziały powstały potem w Tajlandii, na Filipinach i w Wietnamie. Otwierając tę instytucję, Buck powiedziała: „Celem jest... nagłośnienie i wyeliminowanie niesprawiedliwości i uprzedzeń, jakie spotykają dzieci, którym, ze względu na ich miejsce urodzenia, nie pozwala się na życie w takich warunkach edukacyjnych, społecznych i ekonomicznych, które normalnie przysługują dzieciom”. Fundacja imienia Pearl S. Buck działa do dzisiaj.
W 1942 r. Pearl wraz ze swoim drugim mężem – Richardem Walshem, ufundowali Stowarzyszenie Wschód i Zachód, które zajmowało się wymianą kulturalną pomiędzy Azją a krajami zachodu.

## Twórczość
Twórczość pisarską rozpoczęła w 1930 roku, publikując powieść Wiatr ze wschodu, wiatr z zachodu, opowiadające historię życia chińskiej kobiety Kwei-lan i jej rodziny na tle przemian zachodzących w chińskim społeczeństwie początku XX wieku.
Buck była bardzo płodną pisarką, wydała ponad 70 powieści, zbiorów opowiadań, książek dla dzieci, biografii i przekładów z języka chińskiego. Zazwyczaj pisała osiem stron w ciągu dnia (około 2500 słów), pracę zaczynała o godzinie dziewiątej rano, a kończyła po trzynastej. Jej twórczość dotyczyła takich tematów jak prawa kobiet, migracje, działalność misjonarska i wojna. Utwory Buck dotyczyły przede wszystkim Chin, ale pisała także o Japonii, Korei i Stanach Zjednoczonych. W swoich książkach zawsze sprzeciwiała się japońskiej okupacji Chin.
Publikowała eseje w „Crisis”, piśmie NAACP, jak i w „Opportunity”, magazynie Urban League.
Za swoją drugą powieść Łaskawa ziemia (The Good Earth, 1931), która stała się najlepiej sprzedającą książką w latach 1931–1932, otrzymała Nagrodę Pulitzera. W 1938 roku jako trzecia Amerykanka i czwarta kobieta została laureatką Nagrody Nobla w dziedzinie literatury, za „wspaniały epicki opis życia chińskich chłopów i za biograficzne arcydzieła".
Ekranizacja jej książki Łaskawa ziemia (The Good Earth), otrzymała w 1938 r. dwa Oskary: dla Luise Rainer za rolę kobiecą i dla Karla Freunda za najlepsze zdjęcia. Sidney Franklin nominowany był za reżyserię tego filmu. W Polsce tytuł brzmiał inaczej, niż tłumaczenie tytułu książki, a mianowicie Ziemia Błogosławiona (1937). 

## Nagrody i wyróżnienia

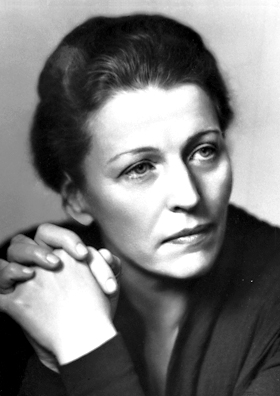
Pearl Buck w 1938 roku

- Nagroda Pulitzera za powieść Łaskawa ziemia, 1932
- Medal Williama Deana Howella za powieść Łaskawa ziemia, 1932
- Literacka Nagroda Nobla, 1938

## Twórczość (wybór)[13]

### Powieści
- Wiatr ze wschodu, wiatr z zachodu (East Wind: West Wind, 1930) – w Polsce książka ta ukazała się najpierw pod tytułem Spowiedź Chinki
- Trylogia:
  1. Łaskawa ziemia (The Good Earth, 1931)
  2. Synowie (Sons, 1932)
  3. Dom w ruinie (A House Divided, 1935)
- The First Wife and Other Stories (1933)
- All Men are Brothers (1933) – tłumaczenie chińskiej powieści Opowieści znad brzegów rzek (Shui Hu Zhuan)
- Matka (The Mother, 1934)
- To dumne serce (This Proud Heart, 1938)
- Smocze ziarno (Dragon Seed, 1942)
- Pałac kobiet (The Pavilion of Woman, 1946)
- Far and Near (1947)
- W stronę życia (Kinfolk, 1948)
- Peonia. Powieść o Chinach (Peony, 1948)
- The Child Who Never Grew (1950) – o niepełnosprawnej umysłowo córce Pearl: Carol (1920-92)
- Wielcy ludzie (God’s Men 1951)
- Ukryty kwiat (The Hidden Flower, 1952)
- Cesarzowa (Imperial Woman, 1956)
- Ta trzcina żyje (The Living Red, 1963)
- The Time Is Now - napisana wcześniej jednakże ukazała się w 1967 r.
- Trzy córki pani Liang (Three Doughters of Madame Liang, 1969)
- The Good Deed (1969)

### Biografie
- Wygnanka (The Exile, 1934) – biografia matki Pearl: Caroline
- Wojowniczy duch (Fighting Angel, 1934) – biografia ojca Pearl: Absaloma Sydenstrickera; książki te zostały następnie połączone w tom The Spirit and the Flesh (1944)
- Moje światy (My Several Worlds, 1954) – autobiografia

### Książki dla dzieci

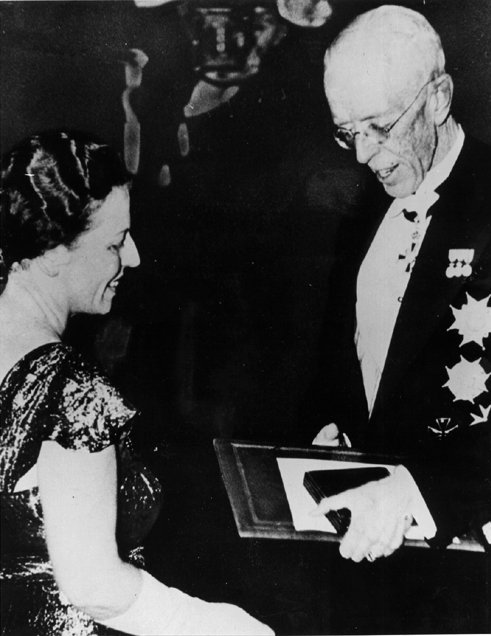
Król Szwecji Gustaw V wręcza Pearl S. Bruck Literacką Nagrodę Nobla 1938

wydane pod pseudonimem John Sedges
- The Townsman, (1945) – bestseller
- The Young Revolutionist (1932)
- The Chinese Children Next Door (1942)
- The Water-Buffalo Children (1943)
- The Dragon Fish (1944)
- Yu Lan: Flying Boy of China (1945)
- The Big Wave (1947)
- One Bright Day (1950)
- The Man Who Changed China: The Story of Sun Yat-sen (1953)
- Johnny Jack and His Beginnings (1954)
- The Christmas Miniature (1957)
- The Christmas Ghost (1960)
- Welcome Child (1963)
- The Big Fight (1964)
- Matthew, Mark, Luke and John (1966)
- The Chinese Storyteller (1971)
- Mrs. Starling’s Problem (1973)